# Oxalato de amônio
O oxalato de amônio é uma substância química de fórmula C2H8N2O4, que pode obtido por neutralização do ácido oxálico com uma solução de amônia.[carece de fontes?]